# کشیشتف یانچار
کشیشتف یانچار (لهستانی: Krzysztof Janczar؛ ‏ تلفظ لهستانی: [ˈkʂɨʂtɔf]؛ زادهٔ ۷ ژانویه ۱۹۵۰) بازیگر اهل لهستان است.
از فیلم‌ها یا مجموعه‌های تلویزیونی که وی در آن‌ها نقش داشته‌است، می‌توان به سرگذشت استاد تواردوفسکی، کونگ-فو، شمش‌سازان، سرهنگ کفیاتکوفسکی، جذابیت فریبنده، برادر الهی ما، المپیک ۴۰، اجاره‌نشین‌ها، خدایان، طایفه، عشق اول، کارآگاهان جنایی، خانه کشیش، در خوشی و سختی، بازگشته، شکار برای اکتبر سرخ و مرد آهنین اشاره نمود.
وی در سال ۲۰۲۱ برندهٔ صلیب شایستگی شد.